# Del Gallego
Del Gallego es un municipio filipino de cuarta clase, perteneciente a la provincia de Camarines Sur, en la región de Bicolandia.

## Organización territorial
Se divide en treinta y dos barangayes, a saber:
- Bagong Silang
- Bucal
- Cabasag
- Comadaycaday
- Domagondong
- Kinalangan
- Comadogcadog
- Mabini
- Magais I
- Magais II
- Mansalaya
- Nagkalit
- Palaspas
- Pamplona
- Pasay
- Pinagdapian
- Pinugusan
- Zone I Fatima
- Zone II San Antonio
- Poblacion Zone III
- Sabang
- Salvación
- San Juan
- San Pablo
- Santa Rita I
- Santa Rita II
- Sinagawsawan
- Sinuknipan I
- Sinuknipan II
- Sugsugin
- Tabion
- Tomagoktok

## Demografía
Según el censo de 2020, tenía empadronados 26 403 habitantes.